# 恩原遺跡群
座標: 北緯35度18分13.4秒 東経133度59分31.5秒 / 北緯35.303722度 東経133.992083度
恩原遺跡群（おんばらいせきぐん）は、岡山県苫田郡鏡野町上齋原にある旧石器時代から縄文時代にかけての遺跡群。岡山県指定史跡に指定され、出土石器は岡山県指定重要文化財（有形文化財）に指定されている。

## 概要
恩原高原の恩原貯水池周辺にあるこの遺跡群は、およそ3万年前の旧石器時代から縄文時代にかけての生活痕跡である。
日野琢郎が1981年頃に土器や石鏃等を採集し、遺跡を発見。1984年から1997年にかけて、岡山大学文学部考古学研究室を主体として恩原遺跡発掘調査団が発掘調査したところ、火山灰層から4つの文化層が見つかっている。その報告書として、2009年の『恩原1遺跡』および1996年の『恩原2遺跡』がある。
ナイフ形石器などの石器が複数出土していることから、旧石器人の生活などの変化などのほか、中国・四国地方はもちろん、東日本の一部にまで及ぶ、人の移動についてなどを調べる上で、重要な遺跡である。

## 文化財

### 岡山県指定文化財
- 重要文化財（有形文化財）
  - 恩原1遺跡・恩原2遺跡出土石器 1049点（考古資料） - 岡山大学保管。2022年（令和4年）3月11日指定[3]。
- 史跡
  - 恩原遺跡群 - 2010年（平成22年）3月12日指定。

## 関連書籍
- 稲田孝司 (2010年). 旧石器人の遊動と植民・恩原遺跡群. シリーズ「遺跡を学ぶ」. 新泉社. ISBN 9784787710352